# یوبی‌ام
یوبی‌ام (انگلیسی: UBM plc) شرکت رسانه‌ای بریتانیایی است، که در سال ۱۹۱۸ توسط دیوید لوید جرج تأسیس شد.